# Kocońka
Kocońka (Koconka, Kukówka) – potok, lewy dopływ Lachówki o długości 8,7 km. 
Źródła potoku znajdują się w miejscowości Kocoń, na południowych stokach Pietrasowej, na wysokości około 650 m. Spływa w południowym kierunku, tuż poniżej wschodnich stoków przełęczy Przydawki zmienia kierunek na północno-wschodni i płynie szeroką doliną przez miejscowości Kocoń, Las, Kuków, w którym zmienia kierunek na południowo-wschodni. Na wysokości 389 m uchodzi do Lachówki.
Dolina Kocońki od przełęczy Przydawki aż po ujście do Lachówki tworzy naturalną granicę oddzielającą Beskid Mały (orograficznie lewe zbocza) od Pasma Pewelskiego (zbocza prawe), należącego do Beskidu Makowskiego. Tylko źródłowy Krzywy Potok spływający z Pietrasowej jest stromy i ma charakter potoku górskiego, na pozostałej, całej niemal swojej długości Kocońka spływa szeroką doliną i ma charakter potoku nizinnego. Wzdłuż jej biegu prowadzi droga wojewódzka nr 946.